# Хучуа, Давид Рульевич
Дави́д Ру́льевич Ху́чуа (груз. დავით რულის ძე ხუჩუა; 16 июня 1974, Самтредиа, ГССР, СССР) — советский и грузинский футболист, нападающий (ранее — защитник).

## Карьера
Профессиональную карьеру начал в 1989 году в «Локомотиве» из города Самтредиа, где играл на позиции защитника, провёл 8 матчей во Второй лиге СССР. Затем уже в качестве нападающего выступал до августа 1997 года в клубах чемпионата независимой Грузии: кутаисском «Торпедо», «Гурии» из Ланчхути и в клубе «Самтредиа», в котором в своё время начал карьеру. Всего за этот период карьеры забил 68 голов в матчах чемпионата Грузии. В августе 1997 года перешёл в «Кубань», однако сразу в состав не попал, некоторое время ушло на адаптацию в новой команде и на привыкание к более сильному по уровню турниру, за этот период сыграл 5 матчей и забил 2 мяча за выступавший в Третьей лиге России дубль «Кубани». В основном составе дебютировал 9 сентября в домашнем матче 32-го тура первенства против нальчикского «Спартака», в той встрече его команда одержала победу со счётом 4:2, а сам Хучуа отметился сразу 2 голами, и это несмотря на то, что вышел на поле с небольшой травмой коленного сустава. Отметился голом Давид и в следующем матче, на этот раз его мяч стал единственным в игре, тем самым, принеся команде победу, однако после столь яркого результативность резко упала, и до конца сезона он так больше ни разу голом и не отличился, хотя сыграл за это время в 9 из 11 проведённых «Кубанью» матчей. Руководство «Кубани» хотело видеть Хучуа в команде и в следующем сезоне, однако действовавший контракт истёк, а предложенные условия нового договора игрока не устроили. В итоге вернулся на родину, где продолжил карьеру в родном клубе «Самтредиа», который сменил в 1998 году название на «Иберия».
В сезоне 2001/02 играл в составе клуба «Сиони» из города Болниси. В сезоне 2003/04 выступал за «Гурию», в которой уже играл в начале карьеры. Свой последний профессиональный сезон провёл в составе клуба «Боржоми» из одноимённого города, сыграл 9 матчей и забил 1 гол в первенстве 2004/05.

## Характеристика
По словам самого Давида, добиться цели он старался хитростью и умелым выбором позиции, при этом он не шёл на таран и не был силён в игре головой, поскольку не был наделён могучими атлетическими данными.

## Достижения
2-е место в Первой лиге Грузии (выход в Высшую лигу): (1)
- 2004/05